# Börger
Börger là một đô thị ở huyện Emsland trong bang Niedersachsen, Đức. Đô thị này có diện tích 55,25 km². Börger is part of the administrative unit of Sögel.